# Gnav

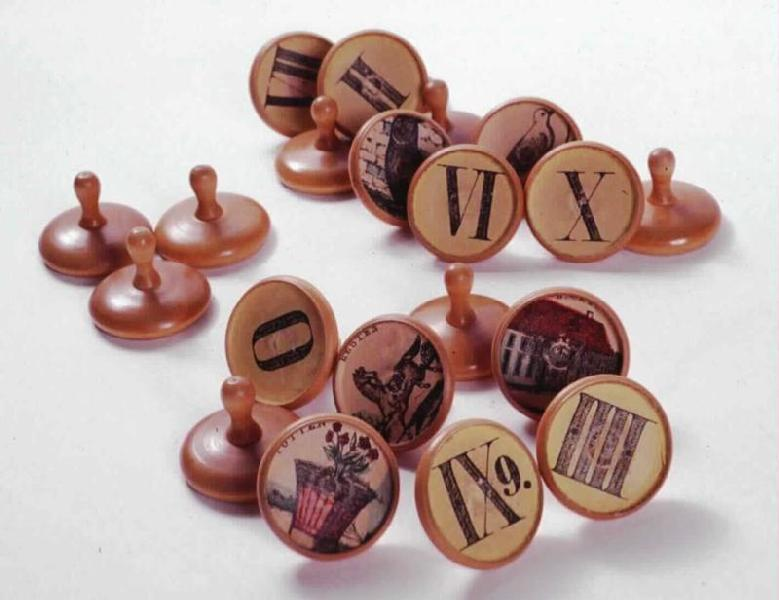
Gnavbrickor.

Gnav är ett norskt och danskt kortspel och är en direkt motsvarighet till det svenska spelet kille. En speciell kortlek med 42 kort används, bestående av en dubbel uppsättning av 21 olika kort med en fastställd rangordning och numrerade 0–12 eller försedda med bilder, vilka delvis liknar motsvarande kort i killekortleken. 
Spelarna får i given ett enda kort var. Därefter får spelarna byta kort med varandra efter speciella regler. Spelet går i första hand ut på att ha det högsta kortet eller att inte ha det lägsta. 
I stället för med kort kan gnav spelas med speciella brickor, försedda med bilder och nummer på undersidan. 
Namnet på spelet kommer av det italienska ordet gnao, ett smeknamn på katten, som är ett av bildkorten i spelet. Gnav, liksom kille, leder sina rötter tillbaka till ett italienskt 1600-talsspel.